# Gnevkow
Gnevkow est une municipalité allemande située dans le land de Mecklembourg-Poméranie-Occidentale et l'Arrondissement du Plateau des lacs mecklembourgeois.

## Quartiers
- Gnevkow
- Marienhöhe
- Letzin
- Letzin-Siedlung
- Prützen